# Liste der Naturdenkmale in Badenweiler
| Naturdenkmale | Anzahl |
| ------------- | ------ |
| FND           | 0      |
| END           | 2      |
| Gesamt        | 2      |

Die Liste der Naturdenkmale in Badenweiler nennt die verordneten Naturdenkmale (ND) der im baden-württembergischen Landkreis Breisgau-Hochschwarzwald liegenden Gemeinde Badenweiler. In Badenweiler gibt es insgesamt zwei als Naturdenkmal geschützte Objekte, keines ist ein flächenhaftes Naturdenkmal (FND), alle sind Einzelgebilde-Naturdenkmale (END).
Stand: 31. Oktober 2016.

## Einzelgebilde (END)
| Name                             | Bild | Kennung     | Einzelheiten | Position | Fläche Hektar | Datum         |
| -------------------------------- | ---- | ----------- | ------------ | -------- | ------------- | ------------- |
| Silberpappel bei Champignonzucht | BW   | 83150070001 | Badenweiler  | ⊙        | 0,0           | 10. Feb. 2010 |
| 1 Mammutbaum mit Blitzschaden    | BW   | 83150070000 | Badenweiler  | ⊙        | 0,0           | 10. Feb. 2010 |
| Legende für Naturdenkmal         |      |             |              |          |               |               |